# Yoshida Brothers
Yoshida Brothers (яп. 吉田兄弟, йосіда кьо:дай, "брати Йосіда") — японські музиканти, виконавці музики на сямісенах (цуґару-дзямісен). Дебютували 1999 року в Японії як дует, їхня новаторська манера виконання привабила широку публіку далеко за межами Японії. У творчості Йосіда змішують традиційну манеру гри на сямісені з техніками гри на електрогітарах.

## Учасники
Рьоїтіро (良一郎, нар. 26 липня 1977) і Кен'іті (健一, нар. 16 грудня 1979) Йосіда, народилися в місті Ноборібецу, губернаторство Хоккайдо. Брати почали вчитися грі на сямісенах у п'ятирічному віці. Спочатку вони вивчали стиль гри міньйо-сямісен під керівництвом Коки Адаті, а від 1989 року вивчали стиль цуґару-дзямісен у майстра Такасі Сасакі.

## Дискографія

### Міжнародні альбоми
| 2003 — Yoshida Brothers (DOMO — 73023-2) | 2003 — Yoshida Brothers (DOMO — 73023-2)     | 2003 — Yoshida Brothers (DOMO — 73023-2) | 2003 — Yoshida Brothers (DOMO — 73023-2) |
| #                                        | Назва                                        | Японська назва                           | Тривалість                               |
| ---------------------------------------- | -------------------------------------------- | ---------------------------------------- | ---------------------------------------- |
| 1.                                       | «Starting On A Journey»                      | 「旅立ち」                               | 2:35                                     |
| 2.                                       | «Blooming»                                   | 「百花繚乱」                             | 3:47                                     |
| 3.                                       | «Madrugada»                                  | 「マドゥルガーダ」                       | 5:14                                     |
| 4.                                       | «Storm»                                      | 「ストーム」                             | 4:23                                     |
| 5.                                       | «A Hill With No Name»                        | 「名もなき岡」                           | 3:20                                     |
| 6.                                       | «Tsugaru Jyangara Bushi» (Kenichi Version)   | 「津軽じょんがら節（飛翔バージョン）」   | 6:16                                     |
| 7.                                       | «Labyrinth» (Modern Second Movement)         | 「ラビリンス～モダン第二章～」           | 3:04                                     |
| 8.                                       | «Sprouting»                                  | 「もゆる」                               | 7:54                                     |
| 9.                                       | «Beyond The Deep Sea»                        | 「深き海の彼方」                         | 6:09                                     |
| 10.                                      | «Tsugaru Jyangara Bushi» (Ryoichiro Version) | 「津軽じょんがら節（良一郎バージョン）」 | 4:55                                     |
| 11.                                      | «Storm» (T.M. Mix)                           | 「ストーム」                             | 4:49                                     |

#### 2004— Yoshida Brothers II
1. Frontier
2. Gales of Wind (Hayate)
3. Mirage (Shinkiro)
4. Lullaby of Takeda
5. Kodo
6. Indigo
7. Kagero
8. Evening Calm (Yuunagi)
9. Nikata
10. Old/New-«Modern» Third Movement
11. Arigato
12. Kodo (Inside the Sun Remix)

#### 2006— Yoshida Brothers III
1. Erghen Diado
2. Passion
3. Canon
4. Hit Song
5. Overland Blues
6. Cherry Blossoms in Winter
7. By This River
8. Morricone
9. Oh My Love
10. Tsugaru Jinku
11. My Heart Holds
12. Tsugaru Jongara Bushi

#### 2007— Hishou
1. Prelude Hishou
2. Ibuki
3. Kodo
4. Ringo Bushi
5. Ajigasawa
6. Yasaburo
7. Panorama
8. Tsugaru Yosare
9. Time of Sand
10. Tsugaru Aiya
11. Modern
12. Dual
13. Tsugaru Jongara
14. Postlude Hishou

### Японські альбоми
- Ibuki (1999)
- Move (2000)
- Soulful (2002)
- Frontier (2003) (або Yoshida Brothers 2005)
- Renaissance (2004)

### Відео
- Yoshida Brothers — Public Performance